# Thierry De Lavergne
Thierry De Lavergne, né le 2 juillet 1970, est un pilote automobile de rallye-raid français. Il termine six fois dans les dix premiers du rallye Dakar entre 1995 et 2001.

## Biographie
En 1998, appréciant particulièrement la vie au Sénégal, Thierry De Lavergne s'installe à Dakar. Il fonde une équipe 100% sénégalaise, « Les couleurs du Sénégal ».
Tijane Sylla, ministre sénégalais du Tourisme, préside la cérémonie d’intronisation en décembre 1999 où Thierry De Lavergne est nommé « ambassadeur sportif du Sénégal »,,. 
Son équipe comprend en 2004, Mame Less Diallo, Abdou Thiam, Jean Hugues Moneyron en motos, et Érick Farges, Syndièly Wade, Jean Azar ainsi que lui-même en autos. Il avouera à Eurosport que cette édition fut la plus dure qu'il ait connu depuis ses débuts sur le Dakar. Il monte cependant sur le podium au classement par équipes, en deuxième position, avec les autres pilotes Nissan.

## Rallye Dakar
Il compte 11 participations.
| Année | Catégorie | Marque | Position | Co-pilote        |
| ----- | --------- | ------ | -------- | ---------------- |
| 1995  | Auto      | Nissan | 7e       | Luis Arguelles   |
| 1996  | Auto      | Nissan | 9e       | Luis Arguelles   |
| 1997  | Auto      | Nissan | Abd.     | Luis Arguelles   |
| 1998  | Auto      | Nissan | 8e       | Luis Arguelles   |
| 1999  | Auto      | Nissan | 8e       | Jacky Dubois     |
| 2000  | Auto      | Nissan | 8e       | Jacky Dubois     |
| 2001  | Auto      | Nissan | 9e       | Jacky Dubois     |
| 2002  | Auto      | Nissan | 11e      | Jacky Dubois     |
| 2003  | Auto      | Nissan | 11e      | Jacky Dubois     |
| 2004  | Auto      | Nissan | 12e      | Bernard Anquetil |
| 2005  | Auto      | Nissan | Abd.     | Bernard Anquetil |

## Autres résultats[10],[11]
- 1995
  - Membre de l'équipe Nissan (championne du monde des constructeurs en Rallye-Raid catégories T1 et T2)
- 1999
  - 3e du Rallye des Pharaons
  - 3e au Master Rally
  - 5e de la Coupe du monde des rallyes tout-terrain
  - 6e du Rallye de Tunisie
- 2000
  - 3e du Rallye des Pharaons
  - 3e au Master Rally
  - 3e du Rallye de Tunisie
  - 6e de la Coupe du monde des rallyes tout-terrain
- 2001
  - 2e du Rallye de Tunisie (1er en catégorie T1)
  - 5e de la Coupe du monde des rallyes tout-terrain
  - 6e au Master Rally
- 2002
  - 11e au Rallye Dakar (1er en catégorie Production essence)[12],[10]
  - 5e du Rallye de Tunisie